# 生年別推理作家一覧 1980年代
生年別推理作家一覧 1980年代は、1980年代生まれの推理作家の生年別一覧である。
日本で活動する推理作家および、日本語訳のある日本以外の推理作家名を掲載する。また、推理小説にゆかりの深い翻訳家、評論家、編集者名も併せて掲載する。

## 1980年生
日本
- 青柳碧人
- 逸木裕
- 織守きょうや
- 神谷一心
- 神山裕右
- 佐藤友哉
- 竹吉優輔
- 辻村深月
- 南原詠
- 蓮生あまね
- 日向まさみち
- 笛吹太郎
- 穂波了
- 三沢陽一
- 村上暢
- 桃野雑派
- 悠木シュン

台湾
- 寵物先生（ミスターペッツ）
- 陳嘉振

中国
- 雷鈞

香港、カナダ
- 文善

## 1981年生
日本
- 彩坂美月
- 鵜林伸也
- 王谷晶
- 北乃坂柾雪
- 呉勝浩
- 越谷友華
- 下村敦史
- 友井羊
- 西尾維新
- 似鳥鶏
- 萩野瑛（降田天）
- 文縞絵斗
- 柾木政宗

台湾
- 唐嘉邦

中国
- 水天一色（すいてんいっしき、シュイティエンイースー）

## 1982年生
日本
- 鮎川颯（降田天）
- 大島清昭
- 片岡翔
- 烏丸尚奇
- 久住四季
- 杉山幌
- 羽生飛鳥
- 平居紀一

## 1983年生
日本
- 相沢沙呼
- 五十嵐大
- 生馬直樹
- 市井豊
- 才羽楽
- 梓崎優
- 瀬那和章
- 染井為人
- 津田彷徨
- 長谷川也
- 深緑野分
- 円居挽
- 吉野泉

台湾
- 林斯諺

## 1984年生
日本
- 芦沢央
- 綾見洋介
- 神津慶次朗
- 倉井眉介
- 黒川慈雨
- 紅玉いづき
- 河野裕
- 方丈貴恵
- 岬鷺宮
- 宮西真冬
- 森川智喜
- 森谷祐二

## 1985年生
日本
- 逢坂冬馬
- 藍沢今日
- 石川智健
- 市川哲也
- 今村昌弘
- 岡崎隼人
- 鴨崎暖炉
- 紺野天龍
- 清水杜氏彦
- 二宮敦人
- 藤崎翔
- 明利英司

## 1986年生
日本
- 安壇美緒
- 岡崎琢磨
- 小川哲
- 川澄浩平
- 神郷智也
- 佐原一可
- 清水杜氏彦
- 千田理緒
- 田中静人
- 美原さつき

中国
- 紫金陳

## 1987年生
日本
- 秋尾秋
- 天野暁月
- 岩井圭也
- 九頭竜正志
- くわがきあゆ
- 小島達矢
- 柴田勝家
- 須藤古都離
- 靖子靖史
- 床品美帆
- 渡辺優

中国
- 孫沁文（鶏丁）

## 1988年生
日本
- 一色さゆり
- おぎぬまX
- 影山匙
- 新藤卓広
- 菅原和也
- 早坂吝
- 藤石波矢
- 八重野統摩

中国
- 陸秋槎
- 御手洗熊猫

## 1989年生
日本
- 浅倉秋成
- 貴戸湊太
- 彩藤アザミ
- 榊林銘
- 白木健嗣
- 筒城灯士郎
- 猫森夏希
- 明神しじま

台湾
- 張渝歌

他の年代へ
（19世紀 - 1901 - 1910年代 - 1920年代 - 1930年代 - 1940年代 - 1950年代 - 1960年代 - 1970年代 - 1980年代 - 1990年代）